# 2058 Roka
Roka (asteróide 2058) é um asteróide da cintura principal com um diâmetro de 21,36 quilómetros, a 2,6391752 UA. Possui uma excentricidade de 0,1533724 e um período orbital de 2 010,29 dias (5,51 anos).
Roka tem uma velocidade orbital média de 16,86960208 km/s e uma inclinação de 2,54111º.
Esse asteróide foi descoberto em 22 de Janeiro de 1938 por György Kulin.